# Ameivula nativo
Ameivula nativo es una especie de lagarto del género Ameivula, perteneciente a la familia Teiidae. Fue descrita científicamente por Rocha, Bergallo, & Peccinini-Seale en 1997.

## Distribución
Se encuentra en Brasil (Espírito Santo y Bahía).